# Histoires d'amour
Pour plus de détails, voir Fiche technique et Distribution.
Histoires d'amour (Love is Love is Love) est un film dramatique coécrit et réalisé par Eleanor Coppola, présenté en 2020 au festival de Deauville, et sorti en DVD en 2022. 
C'est le dernier film de la réalisatrice avant son décès survenu en 2024. 

## Synopsis
Trois histoires évoquant l'amour entre un jeune couple marié qui s'éloigne de plus en plus en raison du manque de communication, des retraités qui partent à la mer ou un groupe d'amies réunies pour le décès de la mère de l'une d'entre elles,. 

## Fiche technique
- Titre original : Love is Love is Love
- Titre français : Histoires d'amour
- Réalisation : Eleanor Coppola
- Scénario : Eleanor Coppola et Karen Leigh Hopkins
- Musique : Laura Karpman
- Photographie : Hiro Narita, Toby Irwin et Mihai Mălaimare Jr.
- Montage : Robert Schafer
- Production : Anahid Nazarian et Adriana Rotaru
- Société de production : American Zoetrope
- Société de distribution : Blue Fox Entertainment
- Pays de production :  États-Unis
- Langue originale : anglais
- Format : couleur
- Genre : drame
- Durée : 91 minutes
- Dates de sortie : 
  - France  : 
    - 7 septembre 2020 (Festival du cinéma américain de Deauville)[3]
    - 1er juin 2022 (DVD)

## Distribution
- Rosanna Arquette : Anne
- Kathy Baker : Diana
- Marshall Bell : John
- Maya Kazan : Caroline
- Chris Messina : Jack
- Cybill Shepherd : Nancy
- Joanne Whalley : Joanne
- Rita Wilson : Mary Kay
- Polly Draper : Milly
- Alyson Reed : Jackie
- Valarie Pettiford : Wendy
- Elea Oberon : Rose
- Nancy Carlin : Patty